# Коннан
Чарльз Ашенофф (исп. Charles Ashenoff, при рождении Карлос Сантьяго Эспада Мойзес (исп. Carlos Santiago Espada Moises); род. 6 января 1964, Сантьяго-де-Куба, Орьенте), более известный под именем Коннан (англ. Konnan) — американский рестлер.
В настоящее время он выступает в Major League Wrestling (MLW) и Impact Wrestling. В Impact Wrestling он был менеджером группировки The Latin American Xchange (LAX) и в настоящее время является членом творческой группы. За свою карьеру, которая длится почти три десятилетия, он выступал в независимых и национальных промоушенах в США и Мексике и владел пятнадцатью чемпионскими титулами в девяти промоушенах. Он также работал менеджером, комментатором, букером и творческим консультантом, в основном в Lucha Libre AAA Worldwide (AAA). Он также участвовал в создании шоу Lucha Underground, где должен был выступать в качестве сценариста и продюсера, но в итоге на протяжении всего первого сезона выполнял роль менеджера Принца Пумы. Вне рестлинга Коннан иногда выступает как рэпер.
Он наиболее известен американской аудитории по выступлениям в World Championship Wrestling в составе группировок nWo и «Грязные животные». В начале 2000-х годов он также создал команду 3 Live Kru в Total Nonstop Action Wrestling (TNA), а позднее — Latin American Xchange (LAX). В Мексике Коннан был первым в истории чемпионом мира CMLL в тяжелом весе по версии и лидером «Иностранного легиона» в AAA.

## Ранняя жизнь
Родился в Сантьяго, Куба, от пуэрто-риканского и кубинского происхождения. В 1966 году Карлос и его мать приехали в Бостон. Вскоре после приезда в Бостон она встретила молодого полуеврея, полупуэрториканца, частного детектива из Нью-Йорка по имени Ричард Ашенофф. Вскоре они поженились и вместе воспитывали Карлоса. К 1967 году семья переехала в Кэрол-Сити в Южной Флориде. Когда Ричард официально усыновил Карлоса, он указал юридическое имя Карлоса как Чарльз Ашенофф.
К 1976 году, под влиянием старших друзей и соседей, Ашенофф увлекся угоном автомобилей. Он научился водить машину в 12 лет, занимался боксом и был «заядлым тяжелоатлетом». Ашенофф был исключен из нескольких школ, прежде чем попал в среднюю школу Майами. В 1981 году он на год раньше закончил среднюю школу Майами, после чего был арестован и обвинен как несовершеннолетний в краже кредитных карт и угоне мотоцикла. В 1982 году, вскоре после своего 18-летия, Карлос был пойман на продаже наркотиков и обвинен как взрослый. Ему был предоставлен выбор: отправиться в тюрьму или поступить на военную службу. Он выбрал последнее и поступил на службу в ВМС США.
После базовой подготовки Карлос был переведен в Сан-Диего и назначен на эсминец Тихоокеанского флота — USS Cape Cod (AD-43). В 1983 году он выиграл чемпионат штата Калифорния (любительский) по боксу в среднем весе. Он поставил перед собой цель отобраться на юношеские Олимпийские игры по боксу, но травмировал плечо на тренировке и был направлен на Ближний Восток после взрыва посольства США в Бейруте 18 апреля 1983 года. Его корабль находился в Ормузском проливе, когда казармы морской пехоты США (вместе с казармами французских десантников) в Бейруте были разбомблены 24 октября 1983 года. К 1984 году корабль «Кейп Код» был переведен из Персидского залива. Ашенофф вернулся в Сан-Диего и получил почетное увольнение. В 1992 году снялся в мексиканском телесериале Дедушка и я в роли самого себя.

## Титулы и достижения
- Asistencia Asesoría y Administración
  - Чемпион Америки AAA в тяжелом (1 раз)[4]
  - Командный чемпион Parejas Increibles AAA (1 раз) — с Кибернетико[5]
  - Чемпион мира IWC в тяжёлом весе (1 раз)[6]
- Cauliflower Alley Club
  - Премия луча либре (2022)[7]
- Championship Wrestling USA Northwest
  - Командный чемпион Championship Wrestling USA Northwest (1 раз) — с Битлджусом[8]
- Consejo Mundial de Lucha Libre
  - Чемпион мира CMLL в тяжёлом весе (1 раз)[9]
- International Wrestling All-Stars
  - Чемпион мира IWAS в тяжёлом весе (1 раз)[10]
  - Командный чемпион мира IWAS (1 раз) — с Реем Мистерио-младшим[11]
- Latin American Wrestling Association
  - Чемпион LAWA в тяжёлом весе (2 раза)[12]
- Global Championship Wrestling
  - Чемпион GCW в тяжёлом весе (1 раз)
- Pro Wrestling Illustrated
  - № 25 в топ 500 рестлеров в рейтинге PWI 500 в 1996[13]
  - № 131 в топ 500 рестлеров в рейтинге PWI Years в 2003[14]
- Total Nonstop Action Wrestling
  - Командный чемпион мира NWA (2 раза) — с Би Джи Джеймсом и Роном Киллингсом[15]
- World Championship Wrestling
  - Телевизионный чемпион мира WCW (1 раз)[16]
  - Чемпион Соединённых Штатов WCW в тяжёлом весе (1 раз)[17][18]
  - Командный чемпион мира WCW (2 раза) — с Реем Мистерио-младшим (1) и Билли Кидманом (1)[19]
- World Wrestling Council
  - Универсальный чемпион WWC в тяжёлом весе (1 раз)[20]
  - Командный чемпион мира WWC (1 раз) — с Карли Колон[21]
  - Карибский чемпион WWC в тяжелом весе (1 раз)[22]
- Wrestling Observer Newsletter
  - Зал славы Wrestling Observer Newsletter (2009)[23]

### Luchas de apuestas
| Победитель                                 | Проигравший                                   | Место                      | Шоу                        | Дата            | Прим.  |
| ------------------------------------------ | --------------------------------------------- | -------------------------- | -------------------------- | --------------- | ------ |
| Коннан (маска)                             | Ред Киллер (маска)                            | —                          | Живое шоу                  | —               |        |
| Коннан (маска)                             | Джуниор Киллер (маска)                        | —                          | Живое шоу                  | —               |        |
| Коннан (маска) и неизвестный (волосы)      | Ред Киллер (волосы) и Джуниор Киллер (волосы) | Монтеррей, Нуэво-Леон      | Живое шоу                  | —               |        |
| Коннан (маска)                             | Ас Чарро (волосы)                             | Тихуана, Нижняя Калифорния | Живое шоу                  | 24 февраля 1989 |        |
| Перро Агуайо (волосы)                      | Коннан (маска)                                | Мехико                     | Живое шоу                  | 22 марта 1991   |        |
| Коннан (волосы)                            | Перро Агуайо (волосы)                         | Мехико                     | EMLL 58th Anniversary Show | 6 сентября 1991 | [ 24 ] |
| Коннан (волосы)                            | Эль Кобарде II (волосы)                       | Лос-Анджелес, Калифорния   | Живое шоу                  | 4 июля 1992     |        |
| Коннан (волосы)                            | Рей Гестас (волосы)                           | Апатлако                   | Живое шоу                  | 15 августа 1992 |        |
| Коннан (волосы)                            | Джейк Робертс (волосы)                        | Тихуана, Нижняя Калифорния | Triplemanía II-C           | 27 мая 1994     |        |
| Коннан (волосы)                            | Сьен Карас (волосы)                           | Лос-Анджелес, Калифорния   | Живое шоу                  | 15 июля 1995    |        |
| Коннан (волосы Билли Кидмана)              | Майк Осом (волосы)                            | Форт-Уэйн, Индиана         | Живое шоу                  | 15 января 2001  |        |
| Вампиро Канадиенс (волосы Хоакина Ролдана) | Коннан (волосы Артуро Ривера)                 | Гвадалахара, Халиско       | Rey de Reyes               | 15 марта 2009   | [ 25 ] |